# Curtis Rapley
Curtis Rapley (Tauranga, 5 de diciembre de 1990) es un deportista neozelandés que compitió en remo. Ganó dos medallas de plata en el Campeonato Mundial de Remo, en los años 2013 y 2014.

## Palmarés internacional
| Campeonato Mundial | Campeonato Mundial       | Campeonato Mundial | Campeonato Mundial        |
| Año                | Lugar                    | Medalla            | Prueba                    |
| ------------------ | ------------------------ | ------------------ | ------------------------- |
| 2013               | Chungju (Corea del Sur)  | Medalla de plata   | Cuatro sin timonel ligero |
| 2014               | Ámsterdam (Países Bajos) | Medalla de plata   | Cuatro sin timonel ligero |